# Bloomfield (Iowa)
Bloomfield ist eine Stadt (mit dem Status „City“) und Verwaltungssitz des Davis County im US-amerikanischen Bundesstaat Iowa. Das U.S. Census Bureau hat bei der Volkszählung 2020 eine Einwohnerzahl von 2.682 ermittelt.

## Geografie
Bloomfield liegt im Südosten Iowas am Fox River, einem rechten Nebenfluss des Mississippi.
Die geografischen Koordinaten von Bloomfield sind 40°45′06″ nördlicher Breite und 92°24′54″ westlicher Länge. Die Stadt erstreckt sich über eine Fläche von 5,91 km² und gehört keiner Township an.
Nachbarorte von Bloomfield sind Floris (17,5 km nordöstlich), Pulaski (15,3 km ostsüdöstlich), Milton (26 km in der gleichen Richtung), Moulton (28,4 km westsüdwestlich) und Drakesville (10,8 km nordwestlich).
Die nächstgelegenen größeren Städte sind Cedar Rapids (192 km nordnordöstlich), Iowa City (158 km nordöstlich), die Quad Cities in Iowa und Illinois (223 km ostnordöstlich), Peoria in Illinois (261 km östlich), Illinois’ Hauptstadt Springfield (309 km ostsüdöstlich), St. Louis in Missouri (373 km südöstlich), Kansas City in Missouri (318 km südwestlich), Nebraskas größte Stadt Omaha (359 km westnordwestlich) und Iowas Hauptstadt Des Moines (174 km nordwestlich).

## Verkehr
Im Zentrum von Bloomfield treffen der U.S. Highway 63 und der Iowa State Highway 2 zusammen. Alle weiteren Straßen sind untergeordnete Landstraßen, teils unbefestigte Fahrwege sowie innerörtliche Verbindungsstraßen.
Mit dem Bloomfield Municipal Airport befindet sich im Süden des Stadtgebiets ein kleiner Flugplatz. Die nächsten Verkehrsflughäfen sind der Des Moines International Airport (168 km nordwestlich), der Eastern Iowa Airport in Cedar Rapids (187 km nordnordöstlich) und der Quad City International Airport (232 km ostnordöstlich).

## Bevölkerung
Nach der Volkszählung im Jahr 2010 lebten in Bloomfield 2640 Menschen in 1122 Haushalten. Die Bevölkerungsdichte betrug 446,7 Einwohner pro Quadratkilometer. In den 1122 Haushalten lebten statistisch je 2,27 Personen.
Ethnisch betrachtet setzte sich die Bevölkerung zusammen aus 98,3 Prozent Weißen, 0,2 Prozent Afroamerikanern, 0,2 Prozent amerikanischen Ureinwohnern, 0,4 Prozent Asiaten sowie 0,2 Prozent aus anderen ethnischen Gruppen; 0,8 Prozent stammten von zwei oder mehr Ethnien ab. Unabhängig von der ethnischen Zugehörigkeit waren 1,5 Prozent der Bevölkerung spanischer oder lateinamerikanischer Abstammung.
23,2 Prozent der Bevölkerung waren unter 18 Jahre alt, 54,1 Prozent waren zwischen 18 und 64 und 22,7 Prozent waren 65 Jahre oder älter. 54,0 Prozent der Bevölkerung waren weiblich.
Das mittlere jährliche Einkommen eines Haushalts lag bei 39.397 USD. Das Pro-Kopf-Einkommen betrug 21.197 USD. 19,7 Prozent der Einwohner lebten unterhalb der Armutsgrenze.

## Bekannte Bewohner
- Kent Anderson (* 1962) – Footballtrainer – aufgewachsen in Bloomfield
- Clem Beauchamp (1898–1992) – Filmschauspieler, Produktionsmanager und Regieassistent – geboren in Bloomfield
- Beryl F. Carroll (1860–1939) – 20. Gouverneur von Iowa (1909–1913) – lebte in Bloomfield und ist hier beigesetzt
- John A. Hull (1874–1944) – Militärrichter – geboren und aufgewachsen in Bloomfield
- John Henry Kyl (1919–2002) – republikanischer Abgeordneter des US-Repräsentantenhauses (1959–1965, 1967–1973) – lebte mehrere Jahre in Bloomfield
- Irvin S. Pepper (1876–1913) – demokratischer Abgeordneter des US-Repräsentantenhauses (1911–1913) – besuchte die Schule in Bloomfield
- C. William Ramseyer (1875–1943) – republikanischer Abgeordneter des US-Repräsentantenhauses (1915–1933) – lebte lange in  Bloomfield und ist hier beigesetzt
- Fletcher B. Swank (1875–1950) – demokratischer Abgeordneter des US-Repräsentantenhauses (1921–1929, 1931–1935) – geboren in Bloomfield
- James B. Weaver (1833–1912) – 1892 erfolgloser Präsidentschaftskandidat der Populist Party – lebte mehrere Jahre in Bloomfield